# Paolo Fedeli
Paolo Fedeli (* 1939) ist ein italienischer Altphilologe und Professor für Lateinische Literatur an der Universität Bari. 

## Leben
Fedeli hat in Bari Klassische Philologie studiert. 1968 wurde er außerordentlicher Professor für Klassische Philologie an der Universität Fribourg (Schweiz). 1972 wurde er zum Ordinarius ernannt, 1974 verließ er die Universität. 1976 ging er als Ordinarius an die Universität Bari zurück.
Fedeli war Präsident der Consulta Universitaria di Studi Latini und der Giunta esecutiva del Bimillenario di Orazio. Paolo Fedeli ist Doctor honoris causa der Universitäten Lissabon und Mar del Plata. Maßgebend für die Klassische Philologie sind seine Kommentare und Herausgeberschaften zu Properz und Horaz, Catull und Ovid. Zu Fedelis Œuvre zählen ebenso kritische Ausgaben von Marcus Tullius Ciceros De officiis, De amicitia und den Philippischen Reden. Er ist leitender Herausgeber der Viertelmonatsschrift Aufidius und Mitherausgeber des Giornale Italiano di Filologia.
Fedeli gab fünf Bände der Reihe Spazio letterario di Roma antica heraus. Seine Bücher und Artikel sind in Italien, Argentinien, Österreich, Belgien, Brasilien, Chile, Frankreich, Deutschland, Großbritannien, den Niederlanden, Portugal, Russland, Spanien, den USA und der Schweiz verlegt worden. Fedeli spricht fließend Latein.

## Mitgliedschaften und Auszeichnungen
Er war Mitglied der 
- Giunta del Centro di Studi Ciceroniani Rom,
- der Accademia Properziana del Subasio di Assisi,
- der Accademia Ovidiana in Sulmona und
- der Petronian Society in Gainesville (Florida).

Fedeli gewann 1995 den ersten Preis beim Certamen Capitolinum der Kommune Rom. 

## Schriften (Auswahl)
- (Hrsg.): Sexti Properti Elegiarum libri IV. Teubner, Stuttgart 1984. Korrigierte Auflage 1994, ISBN 3-519-11739-8.
- (Hrsg.): M. Tulli Ciceronis scripta quae manserunt omnia. Fasc. 28: In M. Antonivm orationes Philippicae XIV. Teubner, Leipzig 1982. 2. Auflage 1986.
- Il carme 61 di Catullo. Universitätsverlag, Freiburg, Schweiz 1972. Englische Übersetzung: Catullus' carmen 61. Gieben, Amsterdam 1984, ISBN 90-70265-62-1.
- (Hrsg.): Properzio: Elegie Libro II. Francis Cairns Publications, Cambridge 2006, ISBN 0905205421.
- La Pro Cluentio di Cicerone, Studia Classica et Mediaevalia Band 1, (hrsg. zusammen mit Hans-Christian Günther). Verlag Traugott Bautz, Nordhausen 2009, ISBN 978-3-88309-491-5.
- DISCORSO SU HELIOS RE, Studia Classica et Mediaevalia Band 5, (hrsg. zusammen mit Hans-Christian Günther und Pasquale Porro). Verlag Traugott Bautz, Nordhausen 2011, ISBN 978-3-88309-102-0.
- PROPERZIO ELEGIE Libro IV, Studia Classica et Mediaevalia Band 7 / I+II, (hrsg. zusammen mit Rosalba Dimundo und Irma Ciccarelli). Verlag Traugott Bautz, Nordhausen 2015, ISBN 978-3-88309-937-8.
- Giordano Bruno Teaches Aristotle, Studia Classica et Mediaevalia Band 12, (hrsg. zusammen mit Hans-Christian Günther). Verlag Traugott Bautz, Nordhausen 2016, ISBN 978-3-95948-124-3.
- Dal contesto alla costituzione del testo. Il I libro delle elegie di Properzio, Studia Classica et Mediaevalia Band 14, (hrsg. zusammen mit Hans-Christian Günther). Verlag Traugott Bautz, Nordhausen 2016, ISBN 978-3-95948-179-3.
- Der Dichter Tibull, Studia Classica et Mediaevalia Band 18, (hrsg. zusammen mit Hans-Christian Günther). Verlag Traugott Bautz, Nordhausen 2017, ISBN 978-3-95948-290-5.
- Epitimbi crinagorei, Studia Classica et Mediaevalia Band 19, (hrsg. zusammen mit Hans-Christian Günther). Verlag Traugott Bautz, Nordhausen 2017, ISBN 978-3-95948-320-9.